# Ostrovní gigantismus

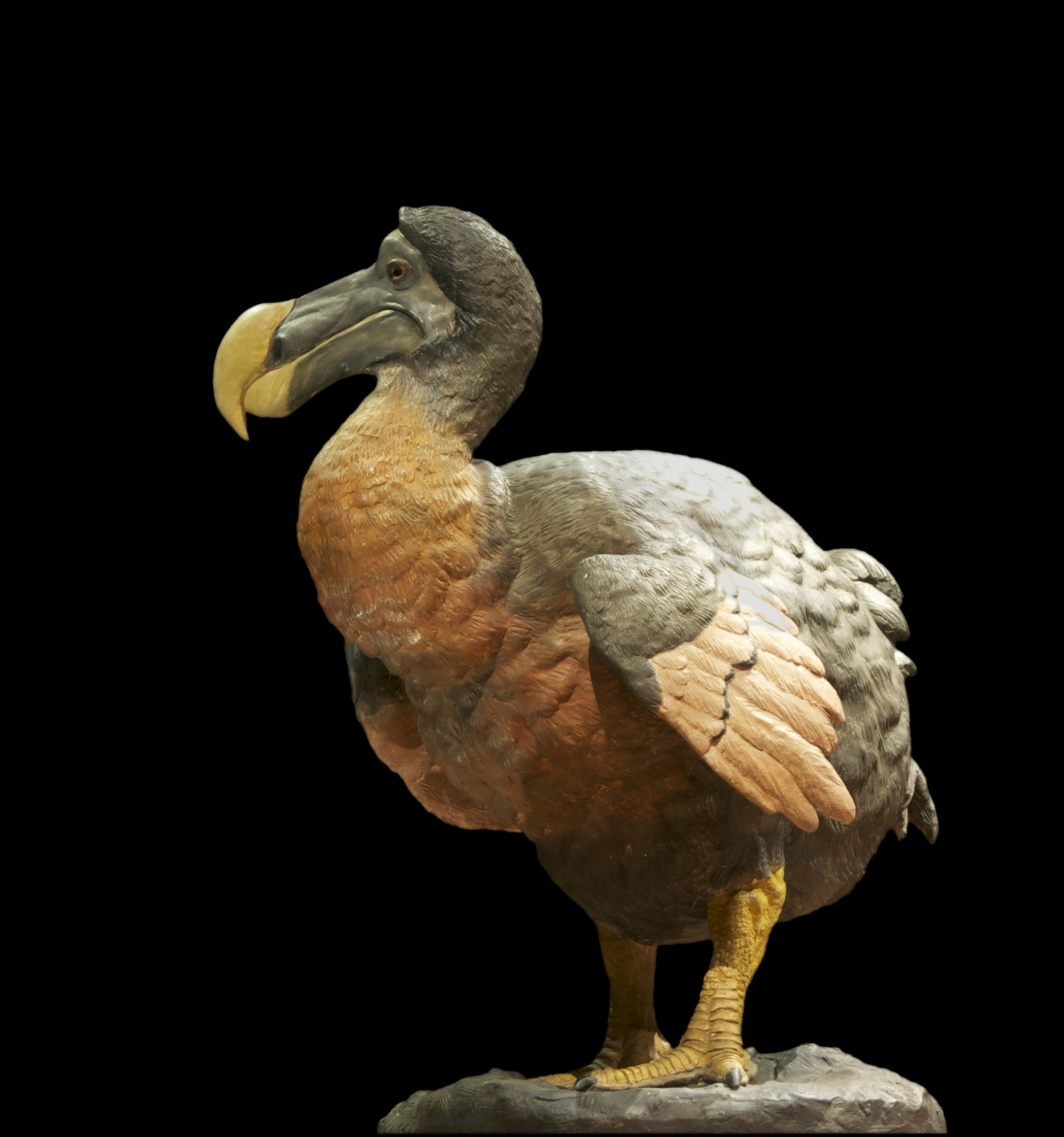
Dronte mauricijský (Raphus cucullatus)

Ostrovní gigantismus je biologický fenomén, jenž označuje situaci, při které se velikost živočišného druhu izolovaného na ostrově dramaticky zvětšuje ve srovnání s příbuznými pevninskými druhy. Ostrovní gigantismus je součástí obecnějšího „ostrovního efektu“ neboli „Fosterova pravidla“, které předpokládá, že když pevninská zvířata kolonizují ostrovy, malé druhy mají tendenci zvětšovat velikost těla, zatímco velké druhy se naopak recipročně zmenšují (tzv. ostrovní nanismus). Jde o důsledek skutečnosti, že v ostrovních ekosystémech většinou působí odlišné selekční tlaky než na pevnině, typicky zde absentují predátoři, či je zde větší množství využitelných ekologických nik. Po příchodu lidí a jimi zavlečených predátorů (psi, kočky, krysy, prasata) vyhynulo mnoho ostrovních endemitů, včetně obřích druhů.
Ostrovní gigantismus se nemusí týkat pouze živočichů: u některých ostrovních rostlin byl pozorován trend zvětšování a dřevnatění.

## Příklady ostrovního gigantismu
- obří krysy (jako krysa floreská)
- drontovití (Raphinae)
- epyornisovití (Aepyornithidae), jako Aepyornis
- ptáci moa (Dinornithidae)
- orel Haastův (Harpagornis moorei); blízce příbuzný paradoxně s orlem malým (Hieraaetus morphnoides) a orlem nejmenším (Hieraaetus pennatus)[1]
- obří druhohorní ptakoještěr Hatzegopteryx thambema[2]